# Fight or Flight
Fight or Flight é o álbum de estreia  da atriz, cantora e compositora norte-americana, Emily Osment. Foi lançado pela editora discográfica Wind-Up Records em 28 de Setembro de 2010 no Canadá e em 5 de Outubro do mesmo ano nos Estados Unidos. Ela trabalhou com produtores de suas tentativas musicais anteriores como Matthew Bair, bem como Toby Gad, Nellee Hooper e Mandi Perkins. O álbum principalmente extrai do gênero dance-pop, incorporando electropop, e contendo dancehall e techno O disco incluem temas de amor, liberdade e da alegria de viver o momento. Osment escreveu todas as faixas do álbum, com um grau de orientação de compositores diversos, incluindo Ron Aniello.
O álbum recebeu críticas positivas dos críticos, com a maioria afirmando que é uma melhoria do seu EP, All the Right Wrongs.
"Let's Be Friends" foi lançado em 8 de junho de 2010. A música ganhou seu vídeo em 23 de agosto do mesmo ano. "Lovesick" estreou em 7 de setembro de 2010 no JSKY.com e foi liberada nas rádios em outubro. Seu vídeo estreou em 14 de Janeiro de 2011 através do MySpace da cantora.

## Faixas
| N.º | Título                                        | Compositor(es)                                         | Duração |  |
| 1.  | "Lovesick"                                    | Emily Osment, Tob Gad e Lindy Robbins                  | 3:26    |  |
| 2.  | "Get Yer Yah-Yah’s Out"                       | Osment, David Gamson, Shelley Piekens e Oliver Leiber. | 2:57    |  |
| 3.  | "1-800 Clap Your Hands (The Water is Rising)" | Osment e Adam Schlesinger                              | 3:35    |  |
| 4.  | "Marisol"                                     | Osment e Adam Schlesinger                              | 4:16    |  |
| 5.  | "The Cycle"                                   | Osment e Derek Fuhrmann                                | 2:58    |  |
| 6.  | "All the Boys Want"                           | Osment, Matthew Bair e Ron Aniello                     | 2:20    |  |
| 7.  | "Double Talk"                                 | Osment e Adam Schlesinger                              | 2:54    |  |
| 8.  | "Truth or Dare"                               | Osment e Matthew Bair                                  | 3:04    |  |
| 9.  | "Let's Be Friends"                            | Osment, Toby Gad e Mandi Perkins                       | 3:03    |  |
| 10. | "You Get Me Through"                          | Osment e Adam Schlesinger                              | 3:48    |  |
| 11. | "Gotta Believe in Something"                  | Osment, Derek Fuhrmann e Nellee Hooper                 | 3:17    |  |

| Faixa bônus do iTunes Store |                                 |                  |        |         |  |
| N.º                         | Título                          | Compositor(es)   | Música | Duração |  |
| 12.                         | "The Game (O Ciclo) [Acoustic]" | Osment, Fuhrmann |        | 2:09    |  |

| Faixas bônus do Brasil |                        |                                                 |                        |         |  |
| N.º                    | Título                 | Compositor(es)                                  | Música;Bônus do Brasil | Duração |  |
| 12.                    | "All the Way Up"       | Osment, Anthony Fagenson, James Maxwell Collins |                        | 3:12    |  |
| 13.                    | "You Are The Only One" | Osment, Fagenson, Collins                       |                        | 2:56    |  |

| Faixa bônus do Japão |                            |                                                       |        |         |  |
| N.º                  | Título                     | Compositor(es)                                        | Música | Duração |  |
| 12.                  | "Jerkface Loser Boyfriend" | Emily Osment, Anthony Fagenson, James Maxwell Collins |        | 3:33    |  |

Notas
- "Fight or Flight" foi cantada pela cantora na turnê Fight or Flight Tour, está canção estaria no álbum, mas foi descartada.

## Desempenho nas paradas musicais
| Parada musical (2010)          | Melhor posição |
| ------------------------------ | -------------- |
| Espanha — Spanish Albums Chart | 76             |
| Estados Unidos — Billboard 200 | 170            |

| País           | Certificação |
| -------------- | ------------ |
| Estados Unidos | 150,000      |

## Histórico de lançamento
| País           | Data                  | Gravadora |
| -------------- | --------------------- | --------- |
| Japão          | 4 de outubro de 2010  | Wind-up   |
| Canadá         | 5 de outubro de 2010  | Wind-up   |
| Alemanha       | 5 de outubro de 2010  | Wind-up   |
| Estados Unidos | 5 de outubro de 2010  | Wind-up   |
| Países Baixos  | 18 de outubro de 2011 | EMI Music |
| Itália         | 2 de Novembro de 2010 | Wind-up   |
| Países Baixos  | 17 de Janeiro de 2011 | EMI Music |
| Reino Unido    | 11 de julho de 2011   | EMI Music |